# Kelsall
La rivière Kelsall est un cours d'eau d'Alaska, aux États-Unis et de Colombie-Britannique au Canada.

## Description
Elle prend sa source en Colombie-Britannique dans un glacier au sud-est du mont Kelsall et coule en direction de l'ouest puis du sud-est pour se jeter dans la rivière Chilkat à 10 milles (16 km) en amont de l'embouchure de la rivière Klehini, à 26 milles (42 km) au nord-ouest de Skagway.
Son nom lui a été attribué en 1916 conjointement entre le Canada et les États-Unis en souvenir de R. Kelsall, membre de la surveillance de la frontière entre la Colombie-Britannique et le Yukon.

## Sources
- (en) « Kelsall », Geographic Names Information System